# Balcázar
Balcázar, també P.C. Balcázar o Balcázar Producciones Cinematográficas, va ser una empresa catalana dedicada a la producció cinematogràfica (1951-1988) que paral·lelament també va funcionar com a estudis cinematogràfics (1964-1973).

## Balcázar Producciones Cinematográficas
Balcázar Producciones Cinematográficas va ser fundada conjuntament pels germans Alfons, Franciso i Enrique Balcázar, i on també hi col·laborà un altre dels germans, Jesús Balcázar. El 1950 la pel·lícula històrica Catalina de Inglaterra (1951) marcada per les superproduccions de CIFESA estava patint seriosos contratemps econòmics en el rodatge. Alfonso va convèncer el seu pare, Enrique Balcázar, per dur a bon port el film solucionant aquests problemes monetaris.
La següent producció Balcázar, Once pares de botas, va trigar tres anys en aparèixer i denotava una major preocupació per la rendibilitat comercial. Estrenada el setembre del 1954, intentava amortitzar la popularitat del que en aquells anys començava a ser l'esport de masses per excel·lència: el fútbol.
En aquests primers anys, Balcázar compleix una important funció donant oportunitats a joves valors del cinema català. El 1955 es dona l'alternativa a Josep María Forn i Julio Coll amb Yo maté i Nunca es demasiado tarde.
El 1956 comença la dedicació més intensiva a les coproduccions, en especial amb Itàlia.
Balcázar Producciones Cinematográficas, juntament amb la I.F.I de Ignacio F. Iquino, es considera la més activa i duradora de les empreses de producció de pel·lícules radicades a Barcelona.

### Filmografia[1]
- 1951: Catalina de Inglaterra. Dir.: Arturo Ruiz Castillo.
- 1954: Once pares de botas. Dir.: Francesc Rovira-Beleta.
- 1955: Yo maté. Dir.: Josep Maria Forn.
- 1955: Nunca es demasiado tarde. Dir.: Julio Coll.
- 1957: El aventurero. Dir.: Kenneth Hume.
- 1958: La muralla. Dir.: Luis Lucia.
- 1959: Charleston. Dir.: Tulio Demicheli.
- 1959: La encrucijada. Dir.: Alfonso Balcázar.
- 1960: Fiesta en Pamplona. Dir.: José Luis Font.
- 1960: ¿Dónde vas, triste de ti?. Dir.: Alfonso Balcázar.
- 1961: Velázquez. Dir.: José Luis Font.
- 1961: Los castigadores. Dir.: Alfonso Balcázar.
- 1962: El toro, vida y muerte. Dir.: Jaime Camino.
- 1962: Tierra de fuego. Dir.: José Luis Font.
- 1963: Noches de Casablanca. Dir.: Henry Decoin.
- 1964: Piso de soltero. Dir.: Alfonso Balcázar.
- 1965: Le Tigre se parfume à la dynamite. Dir.: Claude Chabrol.
- 1965: La dama de Beirut. Dir.: Alfonso Balcázar.
- 1966: Cuatro dólares de venganza. Dir.: Jaime Jesús Balcázar.
- 1966: Superargo, el hombre enmascarado. Dir.: Nick Nostro.
- 1966: Surcouf, l'eroe dei sette mari. Dir.: Sergio Bergonzelli, Roy Rowland.
- 1967: Entre las redes (Coplan). Dir.: Riccardo Freda.
- 1967: Destino: Estambul 68. Dir.: Miguel Iglesias.
- 1968: Sonora. Dir.: Alfonso Balcázar.
- 1969: Palabras de amor. Dir.: Antonio Ribas.
- 1969: Españolear. Dir.: Jaime Jesús Balcázar.
- 1970: ¿Quién soy yo?. Dir.: Ramón Fernández.
- 1971: El misterio de la vida. Dir.: Jaime Jesús Balcázar.
- 1972: El retorno de Clint el Solitario. Dir.: Alfonso Balcázar.
- 1974: Los inmorales. Dir.: Alfonso Balcázar.
- 1975: El despertar de los sentidos. Dir.: Manuel Esteba.
- 1975: Las primeras experiencias. Dir.: Alfonso Balcázar.
- 1976: Deseo. Dir.: Alfonso Balcázar.
- 1980: Estigma. Dir.: José Ramón Larranz.
- 1981: Violación inconfensable. Dir.: Miguel Iglesias.
- 1983: En secreto... Amor. Dir.: José María Nunes.
- 1985: Locas vacaciones. Dir.: Hubert Frank.
- 1985: Acosada (El hombre que regresó de la muerte). Dir.: Sebastián d'Arbó.

## Balcázar Estudios Cinematográficos
L'any 1964 va ser decisiu per l'evolució dels Balcázar, ja que és quan es va decidir construir en Esplugues de Llobregat uns estudis per dedicar-los exclusivament a un intens pla de producció i co-producció.
Balcázar Estudios Cinematográficos, generalment coneguts per Esplugas City.

### Filmografia[1]
- 1964: Minnesota Clay. Dir.: Sergio Corbucci.
- 1964: Oeste nevada Joe. Dir.: Ignacio F. Iquino.
- 1965: Cinco pistolas de Texas. Dir.: Juan Xiol Marchal.
- 1966: Cuatro dólares de venganza. Dir.: Jaime Jesús Balcázar.
- 1967: La piel quemada. Dir.: Josep María Forn.
- 1967: Mañana será otro día. Dir.: Jaime Camino.
- 1968: España otra vez. Dir.: Jaime Camino.
- 1968: Nocturn 29. Dir.: Pere Portabella.
- 1968: Sexperiencias. Dir.: José María Nunes.
- 1969: La banda de los tres crisantemos. Dir.: Ignacio F. Iquino.
- 1969: Las crueles. Dir.: Vicente Aranda.
- 1970: Veinte pasos para la muerte. Dir.: Manuel Esteba.
- 1971: Un colt por cuatro cirios. Dir.: Ignacio F. Iquino.
- 1972: La novia ensangrentada. Dir.: Vicente Aranda.
- 1972: La tumba de la isla maldita. Dir.: Juli Salvador.
- 1973: Los Kalatrava contra el imperio del Kárate. Dir.: Manuel Esteba.

## Fons
La Filmoteca de Catalunya conserva un fons que inclou algunes fotografies de Balcázar Estudios i de les instal·lacions d'Esplugas City. També es conserven els fons de Miquel Iglesias, Julio Salvador, Josep Maria Forn, Jaime Camino i Francesc Rovira-Beleta, cineastes que han estat estretament relacionats amb Balcázar.